# Kiera Cass
Kiera Cass (Myrtle Beach, Carolina del Sur, 20 de mayo de 1981) es una escritora estadounidense, conocida especialmente por la saga La Selección.

## Vida personal
Kiera Cass nació en 1981 y se crio en Carolina del Sur. Desde pequeña sintió gran predilección por el teatro: quería ser artista. Tomó un semestre libre, hizo muchos espectáculos locales, se inscribió en un campamento de teatro y fue a Coastal Carolina University con especialización en la primavera en el Teatro Musical. Sin embargo, y debido a que se mudó a otro estado, se cambió a la Universidad de Radford y cambió su especialización a Música, luego a Comunicación y, por último, a Historia. Después de un año en la universidad, había pasado del teatro (aunque todavía le gusta actuar) y decidió que lo que realmente le gustaba hacer era ayudar al personal de la iglesia del campus y a los otros estudiantes.
Entonces, conoció a un chico que se convertiría en su futuro marido y padre de sus hijos. Se mudó a Blacksburg abandonando sus planes y se convirtió en ama de casa para cuidar a sus hijos. En 2007 comenzó a escribir una historia, pero renunció a ella por una idea que terminó siendo The Siren, el cual autopublicó en 2009. Luego de eso escribió The Selection. A principios de 2010 se asoció a su actual agente Elana Roth, y luego de unos meses Erica Sussman, en HarperTeen, se hizo con The Selection. Esta novela fue su debut en el panorama literario, que llegó a estar en las listas de más vendidos del New York Times y recibió la aclamación del público a nivel internacional.[cita requerida]
Asimismo, no ha estado lejos de generar controversia. Al recibir un mensaje negativo en Goodreads respecto de La Selección de Wendy (conocida reviewer la página), la autora comenzó a referirse en forma despectiva a la misma en Twitter junto con su editora, incluso hablando públicamente de sabotear el sistema de Goodreads.

## Obras
Saga La Selección:
- La Selección (The Selection, 2012), trad. de Jorge Rizzo, publicada por Roca Editorial en 2012.
- La Élite (The Elite, 2013), trad. de Jorge Rizzo, publicada por Roca Editorial en 2013.
- La Elegida (The One, 2014), trad. de Jorge Rizzo, publicada por Roca Editorial en 2014.
- La Heredera  (The Heir, 2015), trad. de María Angulo Fernández, publicada por Roca Editorial en 2015.
- La Corona (The Crown, 2016), trad. de María Angulo Fernández, publicada por Roca Editorial en 2016.

Historias de La Selección:
- El Príncipe (The Prince, 2013), trad. de Jorge Rizzo, publicada por Roca Editorial en 2013.
- La Reina (The Queen, 2014), trad. de Jorge Rizzo, publicada por Roca Editorial en 2015.
- El Guardián (The Guard, 2014), trad. de Jorge Rizzo, publicada por Roca Editorial en 2014.
- La Favorita (The Favorite, 2015), trad. de Jorge Rizzo, publicada por Roca Editorial en 2015.

Bilogia The Betrothed:
- La Prometida (The Betrothed, 2020), trad. de Jorge Rizzo, publicada por Roca Editorial en 2020.
- La Traicionada (The Betrayed, 2021), trad. de Jorge Rizzo, publicada por Roca Editorial en 2021.

Libros independientes:
- Happily Ever After (2015)
- La Sirena (The Siren, 2016), trad. de Jorge Rizzo, publicada por Roca Editorial en 2016.